# Gail Ann Dorsey
Gail Ann Dorsey (Philadelphia, 1962. november 20. –) amerikai dalszerző, énekesnő, basszusgitáros; stúdiózenész.

## Pályafutása
Az énekesnő az elektromos basszusgitáron játszik, de klarinétot, dobokat és billentyűs hangszereket is használ. Három saját albuma is megjelent.
Leginkább David Bowie együttesének énekeseként és basszusgitárosaként a legismertebb, amelynek 18 évig − Bowie haláláig (2016) − volt a tagja. 2011 óta állandó szereplője Lenny Kravitz együttesének is. Dorsey játszik a rock-, a funk-, a country- és popzenét is.
Freddie Mercury mellett is vokálozott, és és Bowie-val duettezett is sok dalban. 1993 és 1996 között a Tears for Fears-szel is turnézott.
Munkái közé tartoznak többek között a The National, Lenny Kravitz, Bobby McFerrin, Bryan Ferry, Boy George, az Indigo Girls, Khaled, Jane Siberry, Gwen Stefani, Charlie Watts, Susan Werner, Ani DiFranco és Dar Williams fellépései, felvételei is.

## Albumok
- 1988: The Corporate World – km.: Eric Clapton, Nathan East, Gavin Harrison, Anne Dudley, Carol Kenyon, Katie Kissoon, Tessa Niles, etc.
- 1992: Rude Blue
- 2004: I Used to Be

## David Bowie-val
- 1997: Earthling – Gail Ann Dorsey: basszusgitár, vokál
- 2002: Heathen – Gail Ann Dorsey: basszusgitár (Conversation Piece)
- 2003: Reality – Gail Ann Dorsey: vokál
- 2013: The Next Day (Gail Ann Dorsey 8 dalban basszusgitáros és 7 dalban háttérénekes)

## Live
- 2000: Live And Well – Gail Ann: bass, keyboards, backing vocals
- 2000: Bowie at the Beeb – Gail Ann: bass, guitars, backing vocals on CD 3
- 2009: VH1 Storytellers – Gail Ann: bass, backing vocals
- 2010: A Reality Tour – Gail Ann: bass, backing vocals
- 2018: Glastonbury 2000 – Gail Ann: bass, backing vocals

## Fordítás
Ez a szócikk részben vagy egészben  a   Gail Ann Dorsey című angol Wikipédia-szócikk ezen változatának fordításán alapul.  Az eredeti cikk szerkesztőit annak laptörténete sorolja fel. Ez a jelzés csupán a megfogalmazás eredetét és a szerzői jogokat jelzi, nem szolgál a cikkben szereplő információk forrásmegjelöléseként.